# Tholeropsis
Tholeropsis là một chi bướm đêm thuộc họ Noctuidae.